# Liste des planètes mineures non numérotées découvertes en août 2011
Pour un article plus général, voir Liste des planètes mineures non numérotées découvertes en 2011.
Pour un article plus général, voir Liste des planètes mineures.
Cet article dresse la liste des planètes mineures (astéroïdes, centaures, objets transneptuniens et assimilés) non numérotées découvertes en août 2011 dans l'ordre de leur découverte.
Au 15 janvier 2025, 661 077 des 1 434 993 planètes mineures répertoriées par le Centre des planètes mineures ne sont pas encore numérotées, soit 46,07 %.

## Rappel concernant la désignation provisoire
La désignation provisoire indique l'ordre de découverte de ces objets. En effet, cette désignation est composée de l'année de découverte (par exemple 2011) suivie de la quinzaine (demi-mois) de découverte (p.e. A = 1-15 janvier) puis de l'ordre de découverte dans cette quinzaine. Cet ordre est indiqué par une lettre et éventuellement un chiffre comme suit : A pour la première découverte, B pour la deuxième, ..., Z pour la 25e (le I n'est pas utilisé pour éviter la confusion avec 1), A1 pour la 26e, B1 pour la 27e, etc. , Z1 pour la 50e, A2 pour la 51e, B2 pour la 52e, etc. L'ordre de la numérotation ne suit donc pas l'ordre alphanumérique. 2011 AA1 suit ainsi 2011 AZ et précède 2011 AB1.

## Liste

### Du1erau 15 août
- 2011 PB
- 2011 PH
- 2011 PK
- 2011 PO
- 2011 PS
- 2011 PU
- 2011 PX
- 2011 PY
- 2011 PZ
- 2011 PB1
- 2011 PE1
- 2011 PH1
- 2011 PJ1
- 2011 PN1
- 2011 PQ1
- 2011 PS1
- 2011 PU1
- 2011 PW1
- 2011 PZ1
- 2011 PB2
- 2011 PC2
- 2011 PE2
- 2011 PF2
- 2011 PH2
- 2011 PS2
- 2011 PU2
- 2011 PV2
- 2011 PW2
- 2011 PA3
- 2011 PC3
- 2011 PQ3
- 2011 PX3
- 2011 PG4
- 2011 PZ4
- 2011 PB5
- 2011 PO5
- 2011 PP5
- 2011 PV5
- 2011 PW5
- 2011 PX5
- 2011 PA6
- 2011 PJ6
- 2011 PL6
- 2011 PR6
- 2011 PV6
- 2011 PW6
- 2011 PA7
- 2011 PG7
- 2011 PW7
- 2011 PB8
- 2011 PQ9
- 2011 PU9
- 2011 PX9
- 2011 PK10
- 2011 PM10
- 2011 PN10
- 2011 PO10
- 2011 PD11
- 2011 PE11
- 2011 PF11
- 2011 PG11
- 2011 PL11
- 2011 PQ11
- 2011 PV11
- 2011 PG12
- 2011 PH12
- 2011 PO12
- 2011 PT12
- 2011 PE14
- 2011 PL14
- 2011 PV14
- 2011 PS15
- 2011 PT15
- 2011 PH16
- 2011 PP16
- 2011 PY16
- 2011 PB17
- 2011 PJ17
- 2011 PK17
- 2011 PO17
- 2011 PP17
- 2011 PQ17
- 2011 PT17
- 2011 PU17
- 2011 PW17
- 2011 PA18
- 2011 PB18
- 2011 PF18
- 2011 PJ18
- 2011 PO18
- 2011 PP18
- 2011 PQ18
- 2011 PS18
- 2011 PT18
- 2011 PU18
- 2011 PV18
- 2011 PW18
- 2011 PX18
- 2011 PY18
- 2011 PA19
- 2011 PD19
- 2011 PQ19
- 2011 PR19
- 2011 PV19
- 2011 PX19
- 2011 PY19
- 2011 PZ19
- 2011 PA20
- 2011 PC20
- 2011 PK20
- 2011 PO20
- 2011 PP20
- 2011 PR20
- 2011 PW20
- 2011 PX20
- 2011 PY20
- 2011 PD21
- 2011 PE21
- 2011 PH21
- 2011 PK21
- 2011 PO21
- 2011 PP21
- 2011 PR21
- 2011 PS21
- 2011 PU21
- 2011 PW21
- 2011 PX21
- 2011 PY21
- 2011 PB22
- 2011 PE22
- 2011 PG22
- 2011 PH22
- 2011 PL22
- 2011 PM22
- 2011 PN22
- 2011 PO22
- 2011 PP22
- 2011 PQ22
- 2011 PR22
- 2011 PS22
- 2011 PX22
- 2011 PY22
- 2011 PZ22
- 2011 PA23
- 2011 PD23
- 2011 PE23
- 2011 PG23
- 2011 PH23
- 2011 PJ23
- 2011 PL23
- 2011 PM23
- 2011 PN23
- 2011 PO23
- 2011 PP23
- 2011 PQ23
- 2011 PR23
- 2011 PS23
- 2011 PT23
- 2011 PU23
- 2011 PV23
- 2011 PX23
- 2011 PZ23
- 2011 PA24
- 2011 PB24
- 2011 PD24
- 2011 PF24

### Du 16 au 31 août
- 2011 QA
- 2011 QC
- 2011 QK
- 2011 QO
- 2011 QT
- 2011 QE1
- 2011 QG1
- 2011 QK1
- 2011 QN1
- 2011 QZ1
- 2011 QD2
- 2011 QE2
- 2011 QG2
- 2011 QL2
- 2011 QP2
- 2011 QQ2
- 2011 QR2
- 2011 QS2
- 2011 QT2
- 2011 QC3
- 2011 QE3
- 2011 QG4
- 2011 QL4
- 2011 QM4
- 2011 QU4
- 2011 QD5
- 2011 QG5
- 2011 QH5
- 2011 QT5
- 2011 QM6
- 2011 QU6
- 2011 QX6
- 2011 QN7
- 2011 QO7
- 2011 QR7
- 2011 QW7
- 2011 QZ7
- 2011 QC8
- 2011 QX8
- 2011 QG9
- 2011 QK9
- 2011 QN9
- 2011 QO9
- 2011 QT9
- 2011 QT10
- 2011 QU10
- 2011 QW10
- 2011 QX10
- 2011 QY10
- 2011 QD11
- 2011 QO11
- 2011 QP11
- 2011 QV11
- 2011 QX11
- 2011 QY11
- 2011 QZ11
- 2011 QD12
- 2011 QJ12
- 2011 QL13
- 2011 QP13
- 2011 QW13
- 2011 QZ13
- 2011 QA14
- 2011 QB14
- 2011 QC14
- 2011 QD14
- 2011 QE14
- 2011 QS14
- 2011 QV14
- 2011 QP15
- 2011 QX15
- 2011 QD16
- 2011 QE16
- 2011 QU16
- 2011 QX17
- 2011 QE18
- 2011 QH18
- 2011 QU18
- 2011 QV18
- 2011 QH19
- 2011 QN19
- 2011 QV19
- 2011 QG20
- 2011 QN20
- 2011 QR20
- 2011 QS20
- 2011 QW20
- 2011 QC21
- 2011 QE21
- 2011 QG21
- 2011 QJ21
- 2011 QK21
- 2011 QN21
- 2011 QS21
- 2011 QT21
- 2011 QV21
- 2011 QZ21
- 2011 QA22
- 2011 QN22
- 2011 QT22
- 2011 QD23
- 2011 QE23
- 2011 QO23
- 2011 QR23
- 2011 QT23
- 2011 QB24
- 2011 QD24
- 2011 QF24
- 2011 QH24
- 2011 QO24
- 2011 QP24
- 2011 QH25
- 2011 QK25
- 2011 QM25
- 2011 QP25
- 2011 QU25
- 2011 QW25
- 2011 QE26
- 2011 QT26
- 2011 QJ27
- 2011 QR27
- 2011 QW27
- 2011 QX27
- 2011 QK28
- 2011 QU28
- 2011 QD29
- 2011 QH29
- 2011 QJ29
- 2011 QT29
- 2011 QV29
- 2011 QA30
- 2011 QD30
- 2011 QJ30
- 2011 QL30
- 2011 QK31
- 2011 QO31
- 2011 QQ31
- 2011 QR31
- 2011 QX31
- 2011 QE32
- 2011 QF32
- 2011 QK32
- 2011 QC33
- 2011 QH33
- 2011 QW33
- 2011 QC34
- 2011 QO34
- 2011 QR34
- 2011 QS34
- 2011 QC35
- 2011 QW35
- 2011 QX35
- 2011 QO36
- 2011 QP36
- 2011 QT36
- 2011 QU36
- 2011 QX36
- 2011 QM37
- 2011 QU37
- 2011 QV37
- 2011 QX37
- 2011 QB38
- 2011 QE38
- 2011 QM38
- 2011 QN38
- 2011 QX38
- 2011 QC39
- 2011 QE39
- 2011 QC40
- 2011 QC41
- 2011 QQ41
- 2011 QM42
- 2011 QO42
- 2011 QV42
- 2011 QY42
- 2011 QD43
- 2011 QJ43
- 2011 QK43
- 2011 QU43
- 2011 QV43
- 2011 QB44
- 2011 QO44
- 2011 QS44
- 2011 QT44
- 2011 QS45
- 2011 QA46
- 2011 QC46
- 2011 QB47
- 2011 QV47
- 2011 QY47
- 2011 QZ47
- 2011 QE48
- 2011 QF48
- 2011 QG48
- 2011 QQ48
- 2011 QT48
- 2011 QX48
- 2011 QE49
- 2011 QK49
- 2011 QS49
- 2011 QV49
- 2011 QC50
- 2011 QD50
- 2011 QG50
- 2011 QH50
- 2011 QN50
- 2011 QP50
- 2011 QW50
- 2011 QH51
- 2011 QJ51
- 2011 QK51
- 2011 QW51
- 2011 QN52
- 2011 QW52
- 2011 QZ52
- 2011 QD53
- 2011 QO53
- 2011 QT53
- 2011 QU53
- 2011 QZ53
- 2011 QF54
- 2011 QH54
- 2011 QN54
- 2011 QY54
- 2011 QT55
- 2011 QA56
- 2011 QE56
- 2011 QO56
- 2011 QP56
- 2011 QT56
- 2011 QQ57
- 2011 QF58
- 2011 QJ58
- 2011 QK58
- 2011 QB59
- 2011 QC59
- 2011 QF59
- 2011 QN59
- 2011 QT59
- 2011 QV59
- 2011 QW59
- 2011 QX59
- 2011 QB60
- 2011 QG60
- 2011 QJ60
- 2011 QP60
- 2011 QQ60
- 2011 QU60
- 2011 QA61
- 2011 QN61
- 2011 QA62
- 2011 QD62
- 2011 QG62
- 2011 QL62
- 2011 QV62
- 2011 QZ62
- 2011 QA63
- 2011 QH63
- 2011 QU63
- 2011 QX63
- 2011 QH64
- 2011 QK64
- 2011 QN64
- 2011 QR64
- 2011 QS64
- 2011 QJ65
- 2011 QX65
- 2011 QA66
- 2011 QB67
- 2011 QD67
- 2011 QG67
- 2011 QN67
- 2011 QT67
- 2011 QC68
- 2011 QP68
- 2011 QT69
- 2011 QZ69
- 2011 QD70
- 2011 QE71
- 2011 QJ71
- 2011 QN71
- 2011 QU71
- 2011 QX71
- 2011 QH72
- 2011 QV72
- 2011 QB73
- 2011 QG73
- 2011 QH73
- 2011 QK73
- 2011 QR74
- 2011 QV74
- 2011 QG75
- 2011 QJ75
- 2011 QP75
- 2011 QY75
- 2011 QJ76
- 2011 QP76
- 2011 QW76
- 2011 QY76
- 2011 QC77
- 2011 QU77
- 2011 QE78
- 2011 QK78
- 2011 QM78
- 2011 QO78
- 2011 QP78
- 2011 QQ78
- 2011 QT78
- 2011 QA79
- 2011 QB80
- 2011 QH80
- 2011 QK80
- 2011 QL80
- 2011 QN80
- 2011 QP80
- 2011 QR80
- 2011 QZ80
- 2011 QC81
- 2011 QF81
- 2011 QH81
- 2011 QP81
- 2011 QD82
- 2011 QF82
- 2011 QL82
- 2011 QQ82
- 2011 QS82
- 2011 QT82
- 2011 QA83
- 2011 QB83
- 2011 QE83
- 2011 QA84
- 2011 QB84
- 2011 QD84
- 2011 QM84
- 2011 QA85
- 2011 QC85
- 2011 QD85
- 2011 QF85
- 2011 QM85
- 2011 QN85
- 2011 QO85
- 2011 QU85
- 2011 QV85
- 2011 QZ85
- 2011 QB86
- 2011 QO86
- 2011 QQ86
- 2011 QX86
- 2011 QC87
- 2011 QD87
- 2011 QG87
- 2011 QH87
- 2011 QO87
- 2011 QP87
- 2011 QS87
- 2011 QY88
- 2011 QZ88
- 2011 QF89
- 2011 QH89
- 2011 QO89
- 2011 QP89
- 2011 QS89
- 2011 QT89
- 2011 QX89
- 2011 QK90
- 2011 QP90
- 2011 QR90
- 2011 QU90
- 2011 QX90
- 2011 QA91
- 2011 QD91
- 2011 QH91
- 2011 QJ91
- 2011 QO91
- 2011 QC92
- 2011 QM92
- 2011 QR92
- 2011 QS92
- 2011 QV92
- 2011 QA93
- 2011 QO93
- 2011 QQ93
- 2011 QT93
- 2011 QU93
- 2011 QX93
- 2011 QA94
- 2011 QG94
- 2011 QL94
- 2011 QW94
- 2011 QZ95
- 2011 QA96
- 2011 QE96
- 2011 QH96
- 2011 QO96
- 2011 QP96
- 2011 QS96
- 2011 QY96
- 2011 QA97
- 2011 QN97
- 2011 QQ97
- 2011 QN98
- 2011 QG99
- 2011 QQ99
- 2011 QR99
- 2011 QS99
- 2011 QV99
- 2011 QA100
- 2011 QE100
- 2011 QF100
- 2011 QO100
- 2011 QP100
- 2011 QA101
- 2011 QP101
- 2011 QQ101
- 2011 QS101
- 2011 QV101
- 2011 QF102
- 2011 QO102
- 2011 QP102
- 2011 QR102
- 2011 QT102
- 2011 QV102
- 2011 QZ102
- 2011 QC103
- 2011 QE103
- 2011 QS103
- 2011 QU103
- 2011 QW103
- 2011 QX103
- 2011 QZ103
- 2011 QA104
- 2011 QC104
- 2011 QE104
- 2011 QF104
- 2011 QG104
- 2011 QH104
- 2011 QJ104
- 2011 QK104
- 2011 QL104
- 2011 QM104
- 2011 QN104
- 2011 QO104
- 2011 QP104
- 2011 QQ104
- 2011 QR104
- 2011 QS104
- 2011 QT104
- 2011 QU104
- 2011 QV104
- 2011 QX104
- 2011 QY104
- 2011 QZ104
- 2011 QA105
- 2011 QC105
- 2011 QS105
- 2011 QY105
- 2011 QZ105
- 2011 QC106
- 2011 QJ106
- 2011 QM106
- 2011 QN106
- 2011 QO106
- 2011 QS106
- 2011 QV106
- 2011 QW106
- 2011 QY106
- 2011 QA107
- 2011 QB107
- 2011 QC107
- 2011 QD107
- 2011 QF107
- 2011 QH107
- 2011 QJ107
- 2011 QK107
- 2011 QL107
- 2011 QM107
- 2011 QN107
- 2011 QO107
- 2011 QP107
- 2011 QQ107
- 2011 QR107
- 2011 QS107
- 2011 QY107
- 2011 QZ107
- 2011 QA108
- 2011 QG108
- 2011 QH108
- 2011 QM108
- 2011 QN108
- 2011 QP108
- 2011 QQ108
- 2011 QR108
- 2011 QS108
- 2011 QU108
- 2011 QV108
- 2011 QW108
- 2011 QZ108
- 2011 QA109
- 2011 QB109
- 2011 QC109
- 2011 QD109
- 2011 QH109
- 2011 QK109
- 2011 QL109
- 2011 QO109
- 2011 QP109
- 2011 QQ109
- 2011 QR109
- 2011 QS109
- 2011 QV109
- 2011 QW109
- 2011 QY109
- 2011 QZ109
- 2011 QA110
- 2011 QB110
- 2011 QC110
- 2011 QK110
- 2011 QM110
- 2011 QN110
- 2011 QO110
- 2011 QQ110
- 2011 QS110
- 2011 QT110
- 2011 QU110
- 2011 QW110
- 2011 QA111
- 2011 QB111
- 2011 QC111
- 2011 QD111
- 2011 QE111
- 2011 QF111
- 2011 QG111
- 2011 QH111
- 2011 QL111
- 2011 QM111
- 2011 QR111
- 2011 QS111
- 2011 QU111
- 2011 QV111
- 2011 QX111
- 2011 QY111
- 2011 QZ111
- 2011 QA112
- 2011 QB112
- 2011 QC112
- 2011 QD112
- 2011 QE112
- 2011 QF112
- 2011 QK112
- 2011 QL112
- 2011 QM112
- 2011 QN112
- 2011 QO112
- 2011 QP112
- 2011 QR112
- 2011 QS112
- 2011 QV112
- 2011 QZ112
- 2011 QB113
- 2011 QC113
- 2011 QD113
- 2011 QE113
- 2011 QG113
- 2011 QH113
- 2011 QJ113
- 2011 QK113
- 2011 QL113
- 2011 QN113
- 2011 QO113
- 2011 QP113
- 2011 QQ113
- 2011 QR113
- 2011 QV113
- 2011 QW113
- 2011 QX113
- 2011 QY113
- 2011 QZ113
- 2011 QA114
- 2011 QC114
- 2011 QD114
- 2011 QF114
- 2011 QG114
- 2011 QL114
- 2011 QM114
- 2011 QN114
- 2011 QP114
- 2011 QQ114
- 2011 QR114
- 2011 QT114
- 2011 QU114
- 2011 QW114
- 2011 QZ114
- 2011 QA115
- 2011 QB115
- 2011 QC115
- 2011 QD115
- 2011 QF115
- 2011 QG115
- 2011 QH115
- 2011 QJ115
- 2011 QL115
- 2011 QM115
- 2011 QO115
- 2011 QP115
- 2011 QQ115
- 2011 QR115
- 2011 QV115
- 2011 QW115
- 2011 QX115
- 2011 QY115
- 2011 QZ115
- 2011 QC116
- 2011 QD116
- 2011 QE116
- 2011 QF116
- 2011 QG116
- 2011 QH116
- 2011 QJ116
- 2011 QK116
- 2011 QM116
- 2011 QO116
- 2011 QQ116
- 2011 QR116
- 2011 QS116
- 2011 QT116
- 2011 QV116
- 2011 QX116
- 2011 QY116
- 2011 QZ116
- 2011 QA117
- 2011 QB117
- 2011 QC117
- 2011 QD117
- 2011 QE117
- 2011 QF117
- 2011 QG117
- 2011 QH117
- 2011 QL117
- 2011 QM117
- 2011 QN117
- 2011 QO117
- 2011 QP117
- 2011 QQ117
- 2011 QR117
- 2011 QS117
- 2011 QU117
- 2011 QV117
- 2011 QW117
- 2011 QX117
- 2011 QY117
- 2011 QZ117
- 2011 QB118
- 2011 QC118
- 2011 QD118
- 2011 QE118
- 2011 QF118
- 2011 QG118
- 2011 QH118
- 2011 QK118
- 2011 QL118
- 2011 QM118
- 2011 QN118
- 2011 QO118
- 2011 QP118
- 2011 QQ118
- 2011 QR118
- 2011 QS118
- 2011 QT118
- 2011 QU118
- 2011 QV118
- 2011 QX118
- 2011 QY118
- 2011 QZ118
- 2011 QA119
- 2011 QB119
- 2011 QC119
- 2011 QD119
- 2011 QE119
- 2011 QF119
- 2011 QG119
- 2011 QH119
- 2011 QJ119
- 2011 QL119
- 2011 QM119
- 2011 QN119
- 2011 QO119
- 2011 QP119
- 2011 QQ119
- 2011 QR119
- 2011 QS119
- 2011 QU119
- 2011 QV119
- 2011 QX119
- 2011 QY119
- 2011 QZ119
- 2011 QA120
- 2011 QB120
- 2011 QC120
- 2011 QD120
- 2011 QE120
- 2011 QF120
- 2011 QG120
- 2011 QH120
- 2011 QK120
- 2011 QL120
- 2011 QM120
- 2011 QN120
- 2011 QO120
- 2011 QP120
- 2011 QQ120
- 2011 QR120
- 2011 QS120
- 2011 QT120
- 2011 QU120
- 2011 QV120
- 2011 QW120
- 2011 QX120
- 2011 QZ120
- 2011 QA121